# Aneta Kielan-Pietrzyk
Aneta Kielan-Pietrzyk (ur. w 1981 w Krakowie) – polska poetka i działaczka kulturalna, z zawodu księgowa.

## Edukacja
Ukończyła studia na Akademii Ekonomicznej w Krakowie oraz w Wyższej Szkole Zarządzania i Bankowości w Krakowie.
W 1996 roku zdobyła drugie miejsce w konkursie poetyckim radia RAK. Następnie, w 2007 roku, została Laureatką Stypendium Twórczego Miasta Krakowa w Dziedzinie Literatury. Wiersze artystki tłumaczone były na język czeski, słowacki i litewski, a także publikowane w licznych pismach i antologiach. Od około 2003 roku jest uczestniczką różnych zjazdów poetyckich i nocy poezji w: Krakowie, Cieszynie, Opolu, Niepołomicach i Wilnie. Do wydarzeń literackich, w których wzięła udział należy m.in.: Zjazd Poetów w Pławowicach, Najazdy Poetyckie na Zamek Piastów Śląskich w Brzegu oraz Maj nad Wilią w Wilnie. 
Poezja Anety Kielan-Pietrzyk jest liryką zatopioną w zagadnieniach naszej codzienności, a często również w tematyce miłości. Przelane przez nią na papier myśli są zawsze celne, eleganckie w swojej wyrazistości oraz w głębi przekazu, a krótkie i białe wiersze jej autorstwa, dążąc w swojej formie i treści do lirycznego aforyzmu, kojarzą się pod tym względem z twórczością Stanisława Jerzego Leca.

## Twórczość literacka
- Bezkres (Wyd. Towarzystwo Słowaków w Polsce, Kraków, 2009)[6],
- Wariant na życie (Wyd. Oficyna Konfraterni Poetów, Kraków, 2007)[3][7],
- Przystań (Wyd. Oficyna Konfraterni Poetów. Dom Kultury "Podgórze", Kraków, 2005)[8],
- Z dnia na dzień (Wyd. Miniatura, Kraków, 2001)[9].

## Almanachy
- Ewokacja (2015, Wyd. Grupa Każdy, Kraków) – almanach opublikowany z okazji dwudziestej rocznicy istnienia Grupy Poetyckiej "Każdy..."[10][11],
- Almanach I Bronowicki Karnawał Literacki (2006, Wyd. Dworek Białoprądnicki, Kraków)[12],
- Almanach Sfera 2 – Almanach Koła Młodych przy SPP (2006, Wyd. Plus, Kraków)[13],
- Almanach Każdy Rodzi się Poetą – Na Jubileusz (2005, Wyd. Towarzystwa Słowaków w Polsce, Kraków)[14],
- Almanach Słony smak piękna – Zaduszki Poetów (2003, Wyd. Oficyna Konfraterni Poetów, Kraków)[15],
- Kwartalnik – „Znad Wilii”[3][16].

## Działalność kulturalna
W okresie od 2010 do 2017 roku jako recenzentka zbiorów poetyckich współpracowała z wydawanym przez Śródmiejski Ośrodek Kultury w Krakowie pismem – Lamelli.
Obecnie należy do Krakowskiej Konfraterni Poetów oraz do Grupy Poetyckiej „Każdy...” przy Radiu ALFA. Była z kolei członkinią – Formacji Szesnaście przy Dworku Białoprądnickim i działającego przy Stowarzyszeniu Pisarzy Polskich Koła Młodych.
Organizuje i prowadzi spotkania poetyckie, artystyczne, z których na miejsce pierwsze „wysuwają się” warsztaty literackie Grupy Poetyckiej "Każdy...". Odbywają się one pod przewodnictwem poetki w Śródmiejskim Ośrodku Kultury w Krakowie w każdą pierwszą środę miesiąca. Natomiast uprzednio organizowane były pod kierownictwem - Anny Kajtochowej i Magdaleny Wegrzynowicz-Plichty. Opiekunem tej nieformalnej, założonej w 1995 roku przez Ryszarda Rodzika, grupy poetka jest już od ponad czterech lat. Od 2013 do 2015 roku prowadziła z kolei cykl spotkań zatytułowanych – „Poetyckie Rozważania”, a od 2010 do 2012 roku – sprawowała funkcję Przewodniczącej Koła Młodych przy Stowarzyszeniu Pisarzy Polskich w Krakowie.